# Centistidea pistaciella
Centistidea pistaciella är en stekelart som beskrevs av Van Achterberg och Mehrnejad 2002. Centistidea pistaciella ingår i släktet Centistidea och familjen bracksteklar. Inga underarter finns listade.